# Toren van de Sint-Nicolaaskerk
Toren van de Sint-Nicolaaskerk is een rijksmonument aan de Kerkstraat in Eemnes in de provincie Utrecht. 
Nadat in 1481 in Eemnes-Buiten de kerk uit 1352 door stadhouder Joost van Lalaing was verwoest, werd rond 1521 begonnen met de bouw van de huidige Sint-Nicolaaskerk. De toren kreeg daarbij een derde geleding. In 1574 werd de kerk echter opnieuw verwoest en in brand gestoken, ditmaal door de Spanjaarden. Na de reformatie van 1580 werd met de herbouw begonnen.
Het mechanische torenuurwerk uit 1901 is van Frans fabricaat.